# Versatile Multilayer Disc
Versatile Multilayer Disc (VMD of HD VMD) is een optische schijftechnologie ontworpen door New Medium Enterprises, Inc.. De technologie is ontworpen voor het bereiken van een hoge capaciteit en maakt gebruik van een rode laser. VMD was bedoeld om te concurreren met de blu-raydisk-formaat dat een blauwe laser gebruikt. Een VMD had een begincapaciteit van maximaal 30GB per kant.